# Toponímia de les illes Marqueses
La toponímia de les illes Marqueses té uns noms originals formats per paraules compostes que estan fortament relacionades entre elles i, a més, tenen relacions amb altres indrets de la Polinèsia. Les Marqueses van ser les primeres illes del Pacífic en ser explorades quan hi va arribar l'espanyol Álvaro de Mendaña y Neira. Tot i que no hi va haver cap altra expedició espanyola, els noms que hi va deixar en el grup Sud es van mantenir durant anys. En canvi, el grup Nord no va ser explorat fins dos-cents anys més tard, i amb pocs mesos de diferència nord-americans, francesos i anglesos van deixar els seus noms sobre el mapa. A més, s'han mantingut alhora els noms locals marquesans, però amb gran diversitat d'ortografies, a vegades per la dificultat pròpia de la llengua, i a vegades per transcripcions fonètiques al francès o l'anglès.

## Noms de les illes
En la taula següent es resumeixen els diferents noms utilitzats per les illes: 
| Nom oficial o oficiós | Nom marquesà             | Altres ortografies                       | Nom castellà            | Nom anglès                     | Nom francès   |
| --------------------- | ------------------------ | ---------------------------------------- | ----------------------- | ------------------------------ | ------------- |
| Is.Marquises          | Henuaʻenana, Fenuaʻenata | Te Fenua Henata                          |                         |                                |               |
| Groupe Nord           |                          |                                          |                         | Washington Is.                 | Îs.Révolution |
| Motu One              | Motuone                  |                                          |                         | Lincoln                        | Sable         |
| Hatutu                | Hatutaʻa                 | Fatu Uu                                  |                         | Hancock, Langdon               | Chanal        |
| Eiao                  | ʻeiao                    | Hiaou, Eiau                              |                         | Knox, Fremantle, Robert        | Masse         |
| Motu Iti              | Hatuiti                  |                                          |                         | Hergest                        | Deux-Frères   |
| Nuku Hiva             | Nukuhiva                 | Nuka Hiva, Nukuheva, Nuuhiwa, Nouka-Hiva |                         | Federal, Henry Martin, Madison | Baux          |
| Ua Huka               | ʻuahuka                  | Roohka, Ua Huna                          |                         | Washington, Riou               | Solide        |
| Ua Pou                | ʻuapou                   | Ropo, Uapu, Hua Pu                       |                         | Adams, Trevenen                | Marchand      |
| Groupe Sud            |                          |                                          | Is.Marquesas de Mendoza | Mendana Is., Mendoza Is.       |               |
| Fatu Huku             | Fatuʻuku                 | Fatuhuka                                 |                         | Hood                           |               |
| Hiva Oa               | Hivaʻoa                  |                                          | Dominica                |                                |               |
| Tahuata               | Tahuata                  |                                          | Santa Christina         |                                |               |
| Moho Tani             | Mohotani                 | Motane                                   | San Pedro               |                                |               |
| Fatu Hiva             | Fatuiva                  |                                          | Magdalena               |                                |               |
| Thomasset             | Motunaʻo                 | Motu Nao                                 |                         | Ariane                         |               |

D'aquí endavant s'utilitzen amb preferència els noms marquesans.

## Noms castellans
Álvaro Mendaña de Neira, el 1595, va anomenar l'arxipèlag «Las Marquesas de Mendoza» en honor del virrei del Perú García Hurtado de Mendoza y Manríquez, quart marqués de Cañete. El nom aviat es va simplificar en Marqueses i també es va utilitzar com illes de Mendoza o illes de Mendaña. Quan es va descobrir el grup nord d'illes el nom de Marqueses es va aplicar només al grup sud. Davant de l'evidència de la unitat ètnica i lingüística es va estendre el nom a tot l'arxipèlag, resultant l'únic topònim aristocràtic de la república francesa.
Per anomenar les illes Mendaña va utilitzar noms religiosos. Tres de les illes les va descobrir les vigílies de Santa Maria Magdalena (Fatuiva), Santa Cristina (Tahuata) i Sant Pere ad Vincula (Mohotani). La quarta l'anomenà Dominica (Hivaʻoa) en honor de Sant Domènec a qui s'havia encomanat abans de partir de Lima.

## Noms anglesos
El nord-americà Joseph Ingraham, el 1791, va reflectir en els noms de les illes la situació després de la independència dels Estats Units. Va utilitzar els noms del primer president George Washington (ʻuahuka i també tot el grup nord), el vicepresident John Adams (ʻuapou), el governador de Massachusetts John Hancock (Hatutaʻa) i el secretari de guerra Henry Knox (ʻeiao). A més, va anomenar Federal a Nukuhiva, nom que David Porter, el 1813, va canviar per l'aleshores president James Madison.
L'anglès Richard Hergest, el 1792 desconeixent el viatge d'Ingraham, va utilitzar els noms dels seus oficials, com ja havia fet James Cook quan va anomenar Fatuʻuku amb el nom del primer oficial que la va veure Alexander Hood. Hergest utilitzà els noms d'Edward Riou (ʻuahuka), James Trevenen (ʻuapou) i John Henry Martin (Nukuhiva), deixant el seu propi pel més petit Hergest's Rock (Hatuiti).
En la transcripció fonètica dels noms marquesans a l'anglès típicament s'escriu «e» o «ee» en lloc d'«i» (Nukuheva, Nuuheewa), o bé «a» en lloc d'«u» (Nukahiva). El títol de la novel·la de Herman Melville, Typee, es refereix al poble dels «taipi» de la vall Taipivai a Nukuhiva.

## Noms francesos
En la transcripció del marquesà al francès, al tractar-se de noms compostos, s'ha aplicat el criteri francès d'unir-los amb guions: Hiva-Oa, Nuku-Hiva. Actualment es tendeix a treure els guions, però es mantenen les dues paraules separades, a l'estil dels famosos Bora Bora o Pago Pago. Ja fora de les Marqueses és significatiu el cas de Puka Puka a les Tuamotu, i Pukapuka a les illes Cook.
En la transcripció fonètica molts cops s'ha substituït la «u» marquesana pel francès «ou», ambdós pronunciats com la «u» catalana, per exemple Fatou-Houkou per Fatu‘uku. O bé s'ha produït la confusió a la inversa: Ua-Pu per ʻuapou. La lletra «h», aspirada en marquesà i muda en francès, s'ha posat o s'ha tret de forma confusa: Fatu-Hiva per Fatuiva, quan «hiva» i «iva» són coses diferents.
El francès Etienne Marchand va arribar a les Marqueses el juny del 1791, només dos més tard que Ingraham. Va anomenar el grup nord Îles Révolution reflectint el moment polític de l'època. Per les illes va utilitzar noms propis: l'armador del vaixell Baux (Nukuhiva), el primer oficial Pierre Masse (ʻeiao), el segon oficial Proper Chanal (Hatutaʻa) i el seu mateix per ʻuapou. Finalment anomena Deux-Frères (Dos Germans) a Motuiti, que de fet consta de dues roques.
Quan el francès Dupetit Thouard va prendre possessió de les illes va recuperar els noms locals, encara que amb algunes incorreccions, com Motane per Mohotani.

## Noms marquesans
La llengua marquesana no té caràcter d'oficial, i està dividida en dos dialectes: nord i sud, que es corresponen als dos grups geogràfics excepte ʻuahuka. Només existeixen noms oficials administrativament per les illes constituïdes en comunes, no existint noms oficials per les illes deshabitades.
Com a nota prèvia cal remarcar que el marquesà, com les altres llengües polinèsies, disposa d'una oclusiva glotal de forma similar a la cometa simple inicial (ʻ), i representada de vegades per un apòstrof ('). És el resultat de la substitució d'antigues «r» i «l», i té caràcter de consonant que serveix tant per minúscula com majúscula. Salvant les distàncies, es podria comparar a la pausa produïda en la ela geminada. En les transcripcions, tant al francès com a l'anglès, de vegades s'ha substituït per una «h». Però en marquesà l'«h» és espirada, semblant a l'«h» aspirada anglesa. A més, en el dialecte del nord, la lletra «f» és substituïda per «h».
D'aquesta forma el nom de les illes té diferents variants: Henuaʻenana a Nukuhiva i ʻuahuka, Henuaʻenata a ʻuapou, i Fenuaʻenata a Hivaʻoa, Tahuata i Fatuiva. El nom «fenua» o «henua» significa 'la terra habitada'. Està relacionat amb el nom de Vanuatu, les Vanua de Fiji, Wanua a Salomó o Fenuaʻura antic nom de Manuae. El nom «ʻenana» o «ʻenata» vol dir 'indígena', actualment anomenat maoʻi, com els maoris de Nova Zelanda. Igual que els noms de les illes, el nom de l'arxipèlag s'escriu habitualment separant el nom compost, substituint l'oclusiva glotal per una «h» i afegint innecessàriament l'article «te»: Te Fenua Henata. Se sol traduir grandiloqüentment per «la terra dels homes», però més exacte seria simplement «país dels marquesans».
- Hiva, utilitzat a Hivaʻoa i Nukuhiva i també a Motu Motiro Hiva (illa Sala i Gómez), vol dir 'llunyà'. En canvi Iva, utilitzat a Fatuiva i també a Mataiva de les Tuamotu, vol dir 'nou' o 'novè'. El nom oficial de Fatu Hiva és, doncs, una incorrecció provocada per similitud.
- Fatu al sud (Fatuiva, Fatuʻuku) i Hatu al nord (Hatutaʻa i Hatuiti) vol dir 'roca'. Així, doncs, Fatuiva és la novena roca, comptant des del nord i sense tenir en compte les illes més petites. El nom està relacionat amb els Hatu de l'illa de Pasqua, Batu a Malàisia, Vatu a Fiji i Watu a Indonèsia.
- Nuku, o Nuʻu, vol dir 'poblament'. A més de Nukuhiva es pot trobar Nukutavake i Nukutipipi a les Tuamotu, Nukufetau i Nukulaelae a Tuvalu, Nukunonu a Tokelau, Aunuʻu a Samoa i Nukuloa, Nukutapu, Nukuhifala o Nukuatea a Wallis
- ʻua (ʻuapou i ʻuahuka) vol dir 'dos', i es correspon amb rua o lua d'altres arxipèlags. No és clar el seu sentit i una explicació alternativa seria 'emplaçament'.
- Mohotani és el cant de l'ocell moho. El nom d'aquest ocell és antic i no s'ha identificat.
- Tahuata està relacionat amb Tehuata, antic nom de Rekareka a les Tuamotu.
- Motu és un mot que ha passat al vocabulari geogràfic internacional per designar els illots coral·lins dels atols o dels esculls que envolten les illes altes. Però en les llengües polinèsies s'utilitza per qualsevol illa independentment de la seva grandària o del seu origen. Vegeu la desambiguació de Motu One o de Motu Iti. Respecte a Motunaʻo vol dir 'illa enfonsada'. Avui només és una roca que sobresurt de l'aigua, però s'ha descobert que s'enfonsa 1 mm a l'any, com totes les illes Marqueses.

Finalment, com a anècdota, cal anotar el cas de la badia de Hanavave a Fatuiva. Es tracta d'una vall on hi ha unes formacions rocoses erosionades amb formes fàl·liques. Popularment es coneixia com la badia de les Vergues, però els missioners ho van canviar per la badia de les Verges, tot afegint una «i» en francès: V(i)erges. El fons de la vall està envoltada de muntanyes, destacant l'anomenada Puta, que vol dir 'la Foradada'.